# Syzeuxis heteromeces
Syzeuxis heteromeces är en fjärilsart som beskrevs av Louis Beethoven Prout 1926. Syzeuxis heteromeces ingår i släktet Syzeuxis och familjen mätare. Inga underarter finns listade i Catalogue of Life.